# 春秋祭
《天地精魂》，原名《春秋祭》，是中国制作的历史剧，描述了春秋五霸之一晋文公流亡到称霸的故事。本剧主演罗嘉良、馬德鐘、何冰、鲍国安、杨恭如及陈之辉。2010年杀青，至今仍未播映。

## 演员表
- 罗嘉良 饰 重耳（晋文公）
- 馬德鐘 饰 夷吾（晋惠公）
- 何　冰 饰 介子推
- 鲍国安 饰 晋献公
- 杨恭如 饰 骊姬
- 牛清峰 饰 申生
- 赵　聪 饰 骊伊
- 陈之辉 饰 魏犨
- 韩新民 饰 荀息
- 由立平 饰 狐偃
- 孙宝光 饰 里克
- 曾　昂 饰 冀芮（郤芮）
- 吴志谦 饰 季范
- 阚　宇 饰 栾须
- 鲜　科 饰 寺人奢
- 王晟权 饰 吕亥幕
- 鄂布斯 饰 秦穆公
- 史长青 饰 优施